# Deutschlands MeisterKoch
Deutschlands MeisterKoch (también conocido como MasterChef: Germany) fue un programa de televisión gastronómico Alemán basado en un espacio de televisión británico de cocina con el mismo título y emitido por BBC desde 1990. Comenzó el 1 de agosto de 2010 y finalizó el 16 de octubre de 2010, fue emitido por el canal Sat.1, obtuvo poca audiencia por lo cual solo logró tener una temporada al aire. En un principio era emitido los viernes por la noche, pero después fue cambiado al sábado por la tarde. La ganadora fue Jessica de Saarbrücken.

## Chefs
- Tim Raue: Es un famoso chef alemán elegido en 1998 como el Chef revelación del año por la revista Der Feinschmecker, en 2002 se convirtió en jefe de cocina del restaurante del Hotel Swissôtel de Berlín y en 2007 fue nombrado por la guía Gault Millau como el Chef del Año.
- Nelson Müller: Es un cantante y chef nacido en Ghana, tiene un restaurante con una estrella de Bodendorf en Tinnum, Sylt, ha publicado también libros de cocina.
- Thomas Jaumann

## Temporada 1 (2010)

### Participantes
| Nombre               | Edad | Ocupación              | Residencia   | Resultado                                     |
| -------------------- | ---- | ---------------------- | ------------ | --------------------------------------------- |
| Jessica Feverengarth | 30   | Oftalmóloga            | Saarbrücken  | Ganadora de Deutschland Meisterköch 2010      |
| Martin Mierbruck     | 29   | Auxiliar de parvulario | Karlsruhe    | 2.º Puesto de Deutschland Meisterköch 2010    |
| Sally Sarhensen      | 21   | Estudiante             | Altingen     | 3.º Puesto de Deutschland Meisterköch 2010    |
| Felix Sërruck        | 23   | Estudiante             | Berlín       | 9.º Eliminado de Deutschland Meisterköch 2010 |
| Manuel Paar          | 29   | Bailarín               | Hamburgo     | 8.º Eliminado de Deutschland Meisterköch 2010 |
| Rainer Rosales       | 56   | Dueño de supermercado  | Erkrath      | 7.º Eliminado de Deutschland Meisterköch 2010 |
| Christine Ogwuyenme  | 22   | Estudiante             | Staufen      | 6.ª Eliminada de Deutschland Meisterköch 2010 |
| Benjamin Odulanmi    | 30   | Banderillero           | Braunschweig | 5.º Eliminado de Deutschland Meisterköch 2010 |
| Eliane Lama          | 30   | Profesora de Historia  | Hamburgo     | 4.ª Eliminada de Deutschland Meisterköch 2010 |
| John Oksantala       | 34   | Fotógrafo              | Colonia      | 3.º Eliminado de Deutschland Meisterköch 2010 |
| Andreas Velugerdër   | 47   | Exfutbolista           | Herrsching   | 2.º Eliminado de Deutschland Meisterköch 2010 |
| Brigitte Teps        | 53   | Ama de casa            | Herzogenrath | 1.ª Eliminada de Deutschland Meisterköch 2010 |